# 廣部好輝
廣部 好輝（ひろべ よしてる、1982年8月8日 - ）は、日本ユニシス実業団バドミントン部に所属した男子バドミントン選手。バドミントン日本代表ナショナルチームに選出されていた。既に現役を引退。